# پون-ا-سل
شهر پون-ا-سل (به فرانسوی: Pont-à-Celles) در شهرستان شرلروآ  در استان انو  در منطقه فدرال والوون در کشور بلژیک واقع شده‌است.